# Weinmannia magnifica
Weinmannia magnifica är en tvåhjärtbladig växtart som beskrevs av J.Bradford & Z.S.Rogers. Weinmannia magnifica ingår i släktet Weinmannia och familjen Cunoniaceae. Inga underarter finns listade i Catalogue of Life.